# Eucelatoria texana
Eucelatoria texana är en tvåvingeart som först beskrevs av Henry J. Reinhard 1923.  Eucelatoria texana ingår i släktet Eucelatoria och familjen parasitflugor. Inga underarter finns listade i Catalogue of Life.